# Planta desaladora de agua de mar para la Región de Atacama
La Planta desaladora de agua de mar para la Región de Atacama es una planta procesadora de agua de mar que abastece con 1200 l/s de agua potable al 75% de la población de la Región de Atacama mediante la desalinización.

## Ubicación
La planta se encuentra ubicada en la costa, en Punta Zorro al suroeste de la ciudad de Caldera, en la Región de Atacama, una zona que no posee recursos hídricos superficiales suficientes y que hasta antes de la construcción se abastecía con la explotación de acuíferos.

## Planta
La infraestructura, levantada con un costo de US$ 250 millones, consta del tendido eléctrico que proporciona la energía, las tuberías para la extracción de agua de mar desde el mar y la devolución de la salmuera al mar frente a Punta Zorro en bahía Inglesa, tres plantas desalinizadoras y la tuberías de 38 km que llevan el producto a los centros poblados.
El proceso prevé un tratamiento preliminar mediante filtros autolimpiantes y membranas de ultrafiltración, el uso de osmosis osmosis inversa para eliminar la sal, y un postratamiento de remineralización mediante CO2 y cal, así como inyección de hipoclorito y fluoruro para cumplimiento de la normativa de agua potable.
Es en Chile la planta desalinizadora de agua de mar más grande trabajando para consumo humano.

## Población, economía y ecología
El agua potable producida será transportada a las comunas de Chañaral, Copiapó y Tierra Amarilla.